# Sven Helin
Sven Ludvig Eugén Helin, född 5 november 1892 i Uppsala, död 13 november 1966 i Storkyrkoförsamlingen i Stockholm, var en svensk kompositör och kapellmästare. Han var även verksam under pseudonymen Helan.
Helin komponerade bland annat  Strö lite rosor..., signaturmelodi till radioprogrammet Det ska vi fira. Han är begravd på Skogskyrkogården i Stockholm.